# Ninox novaeseelandiae
El morepork o nínox maorí (Ninox novaeseelandiae) es una especie de ave estrigiforme de la familia Strigidae endémica de Australasia. Es el búho más pequeño y abundante de Australia.

## Descripción
Mide alrededor de 30 cm de longitud, y similar a la extinta mochuelo reidor con una cola relativamente larga y sin plumas en la cabeza que simulen orejas. Su plumaje es principalmente pardo, con algún moteado blanquecino en la espalda, un denso veteado claro en las partes inferiores y con la cola listada. Suele presentar listas superciliares blanquecinas que se unen junto al pico en forma de «V».

## Distribución y hábitat
Se distribuye por gran parte de Australasia: el continente australiano, Tasmania, Nueva Zelanda, el sur de Nueva Guinea, las Molucas meridionales, Timor y las islas menores adyacentes.
Se encuentra en un gran espectro de hábitat arbolados desde el bosque tropical denso hasta parajes al borde de zonas áridas, incluidos los bosques de montaña y los herbazales, y los campos agrícolas y zonas suburbanas, aunque es más corriente en los bosques templados.

## Comportamiento
Generalmente se encuentra solo, en parejas o pequeños grupos familiares formados por una pareja de adultos y hasta tres juveniles. Es nocturno, aunque caza principalmente al anochecer y amanecer, con una actividad menor el resto de la noche. Si el cielo está encapotado puede cazar por el día. Caza al acecho desde un posadero. Se alimenta de pequeños mamíferos, aves e insectos como polillas, saltamontes y wetas en Nueva Zelanda.